# Collyria distincta
Collyria distincta là một loài tò vò trong họ Ichneumonidae.